# Nymphon hiemale
Nymphon hiemale är en havsspindelart som beskrevs av Hodgson, T.V. 1907. Nymphon hiemale ingår i släktet Nymphon och familjen Nymphonidae.
Artens utbredningsområde är Södra Ishavet. Inga underarter finns listade i Catalogue of Life.